# ماري سولاري
ماري سولاري (بالإنجليزية: Mary Solari)‏ هي رسامة أمريكية، ولدت في 11 يناير 1849، وتوفيت في 4 نوفمبر 1929 في ممفيس في الولايات المتحدة.

## معرض صور

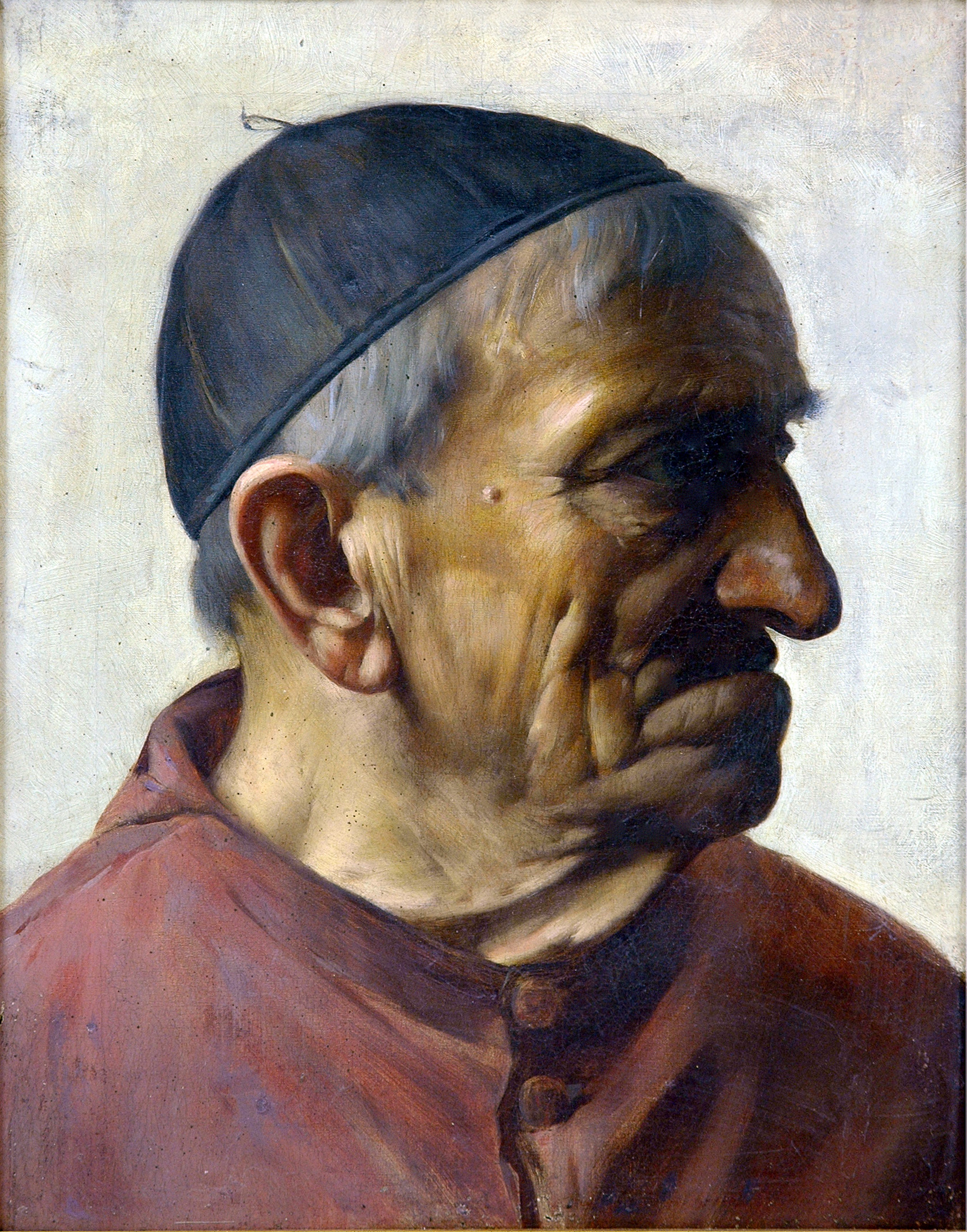
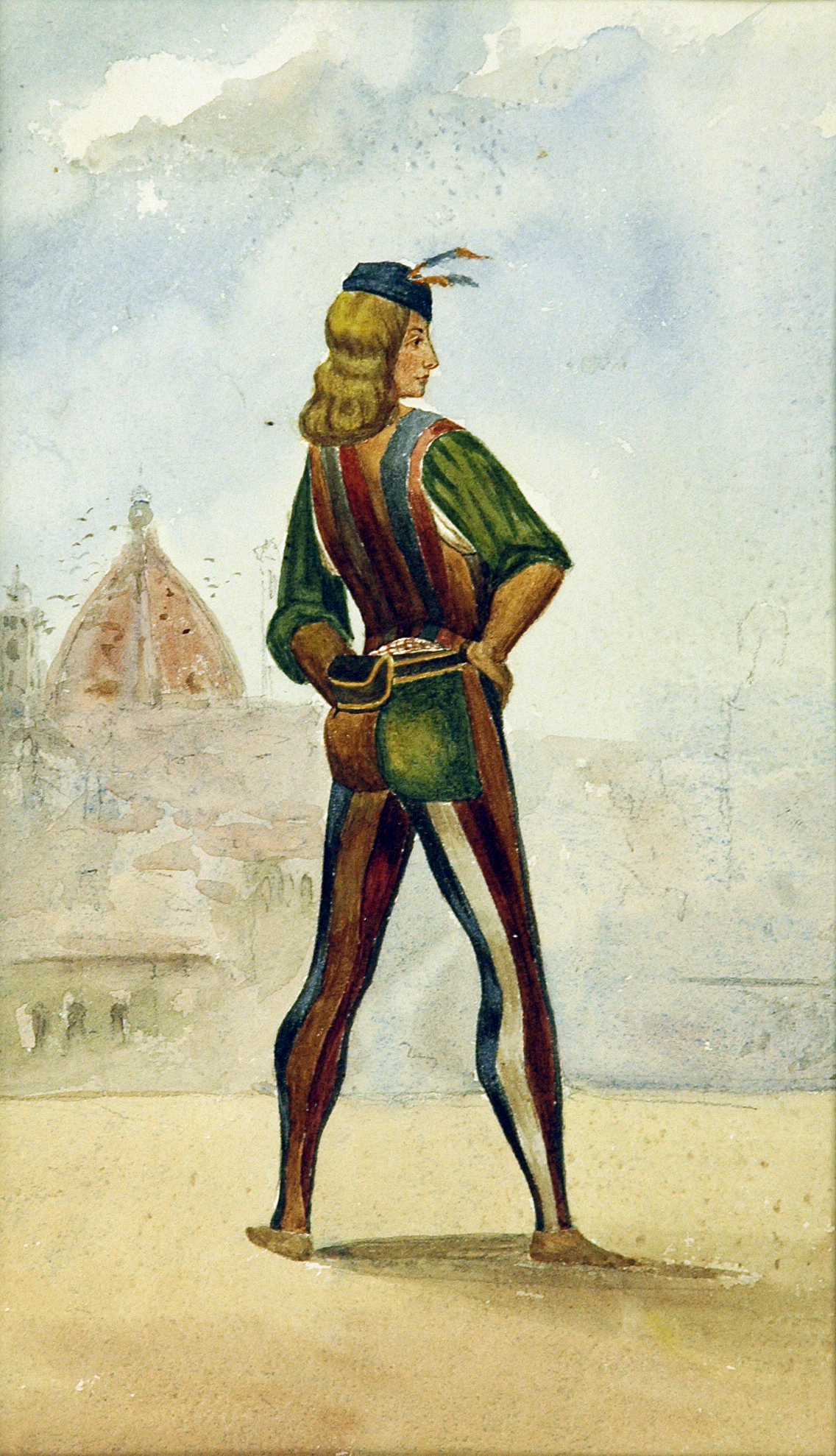
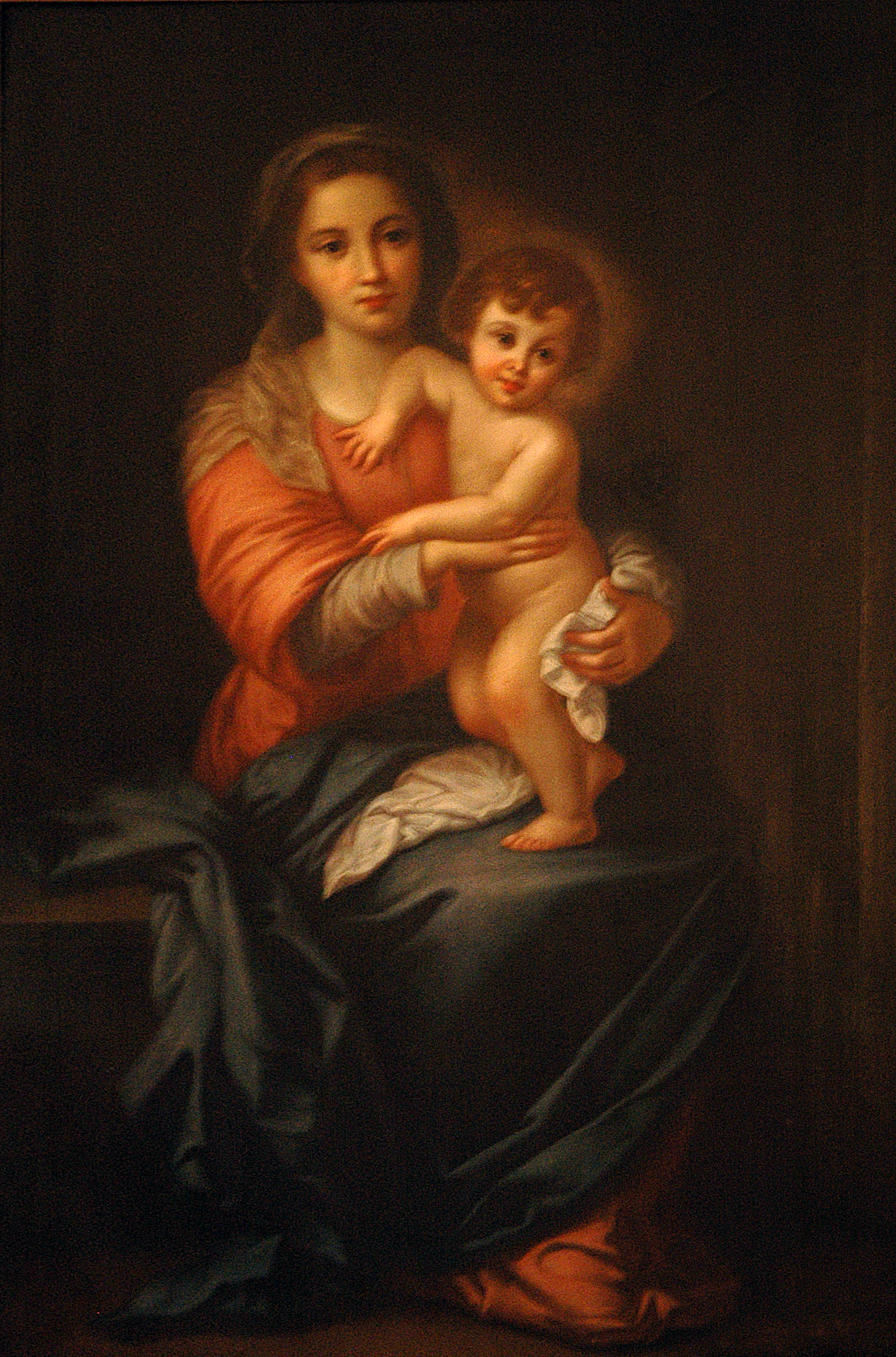
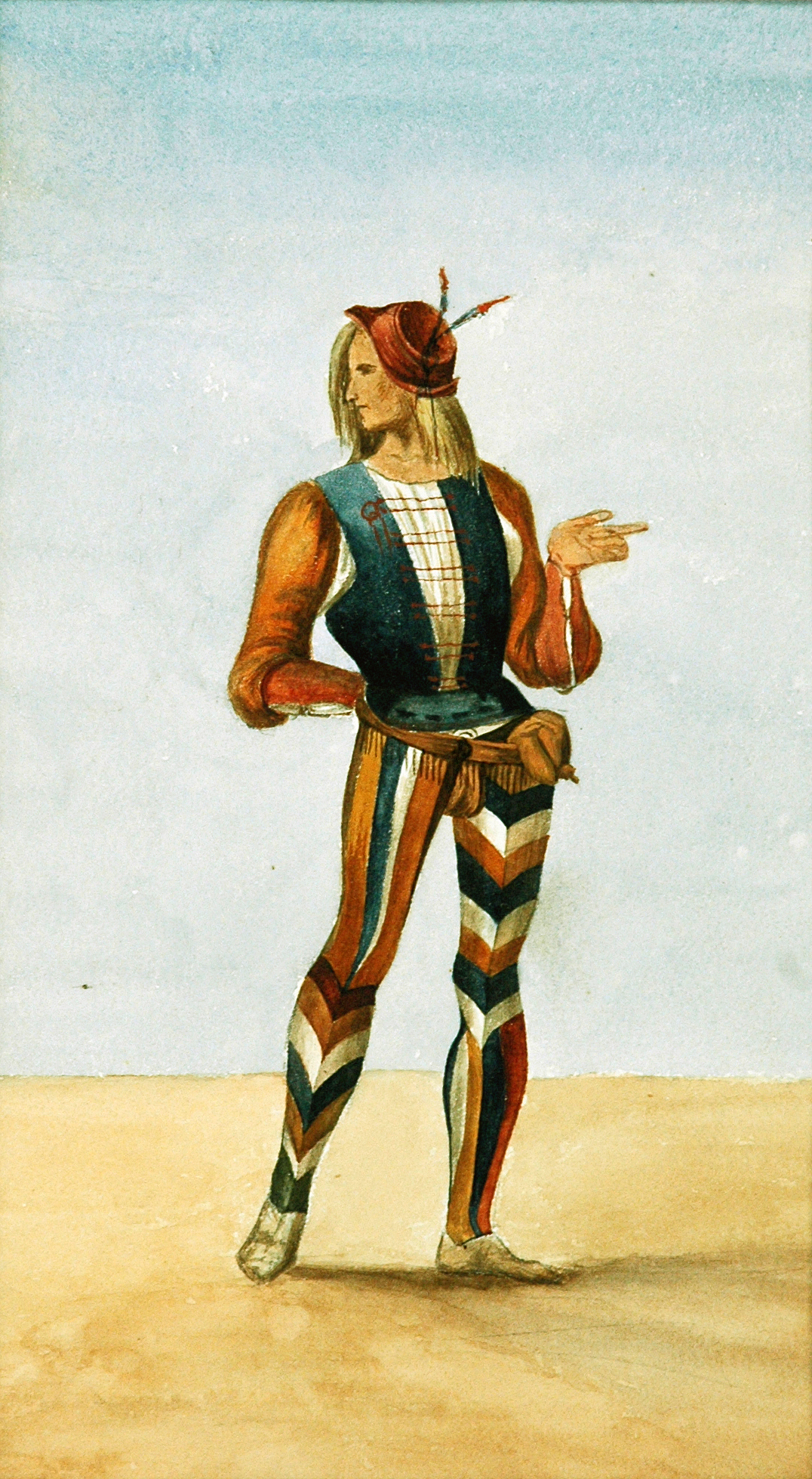
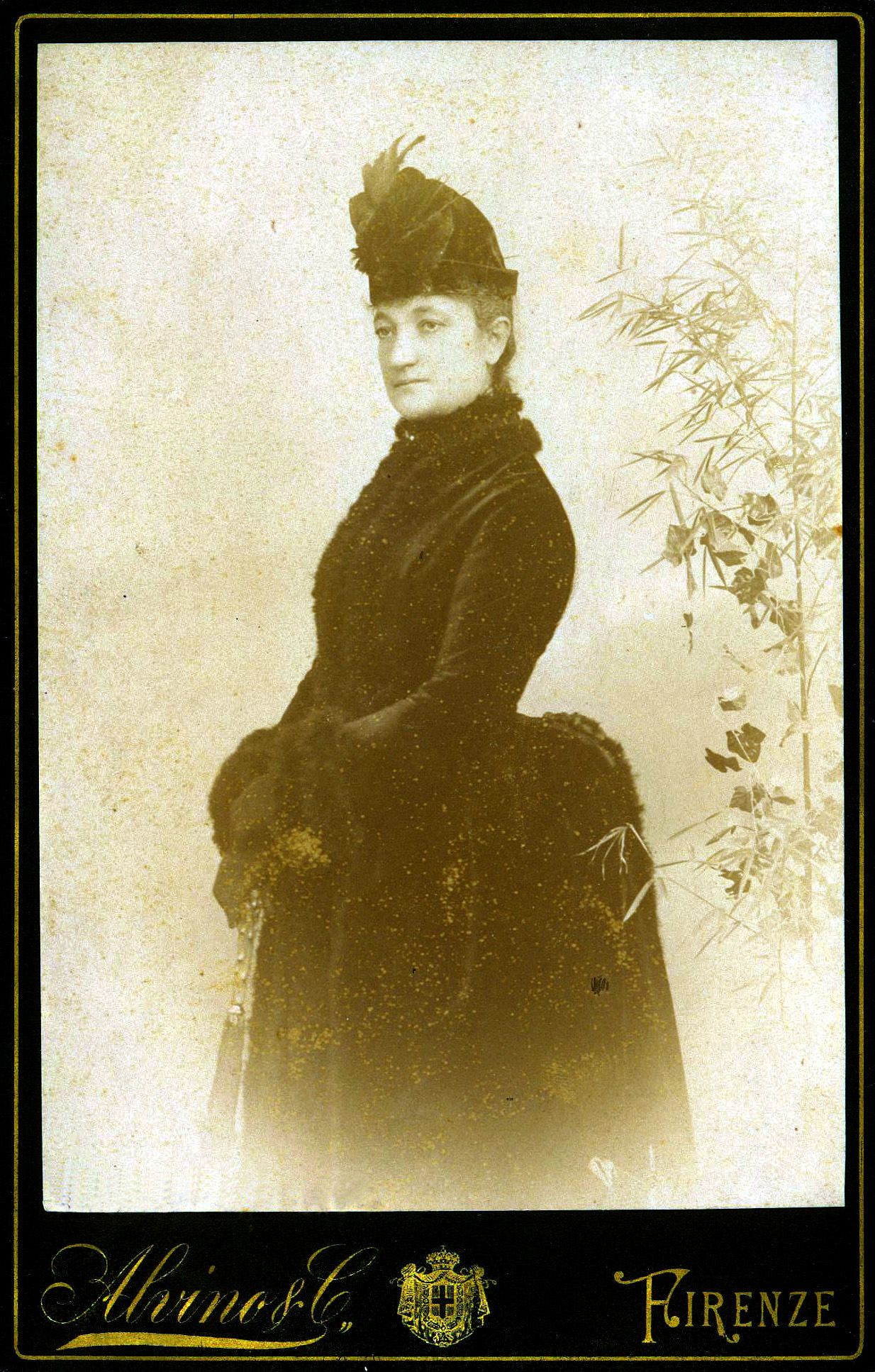